# Giusi Quarenghi
Maria Giuseppina „Giusi” Quarenghi (ur. w 1951 w Sottochiesa) – włoska pisarka i poetka, tworząca literaturę dla dzieci i młodzieży.

## Życiorys
Urodziła się w Sottochiesa (Taleggio), mieszka w Bergamo, Lombardia. Autorka licznych opowiadań, wierszy, adaptacji baśniowych, testów popularnonaukowych, scenariuszy i powieści. Współpracuje z najważniejszymi włoskimi wydawcami (Mondadori, Franco Cosimo Panini, Giunti, EL, Rizzoli, Marsilio, Corraini, Topipittori, San Paolo, La Coccinella). Zadebiutowała w 1982 książką Ahiiii, che male!!! Piccolo manuale per crescere sano e andare lontano. W 1995 ukazała się powieść Strega come me, która dziś we Włoszech jest uznawana za klasykę literatury dla dzieci. Prawdziwy rozgłos zyskała dzięki Un corpo di donna (1997), jednej z pierwszych we Włoszech powieści poświęconych anoreksji. Dwa lata później ukazał się kolejny tytuł cieszący się dużą popularnością wśród włoskich czytelników, Ragazze per sempre (1999). W tym samym roku Quarenghi opublikowała pierwszy zbiorek wierszy Ho incontrato l'inverno. W 2006 roku otrzymała prestiżową włoską nagrodę literacką Premio Andersen za całokształt twórczości.